# Немецкий музей гигиены
Немецкий музей гигиены (нем. Deutsches Hygiene-Museum, также Музей человека) — музей медицины в немецком городе Дрездене.

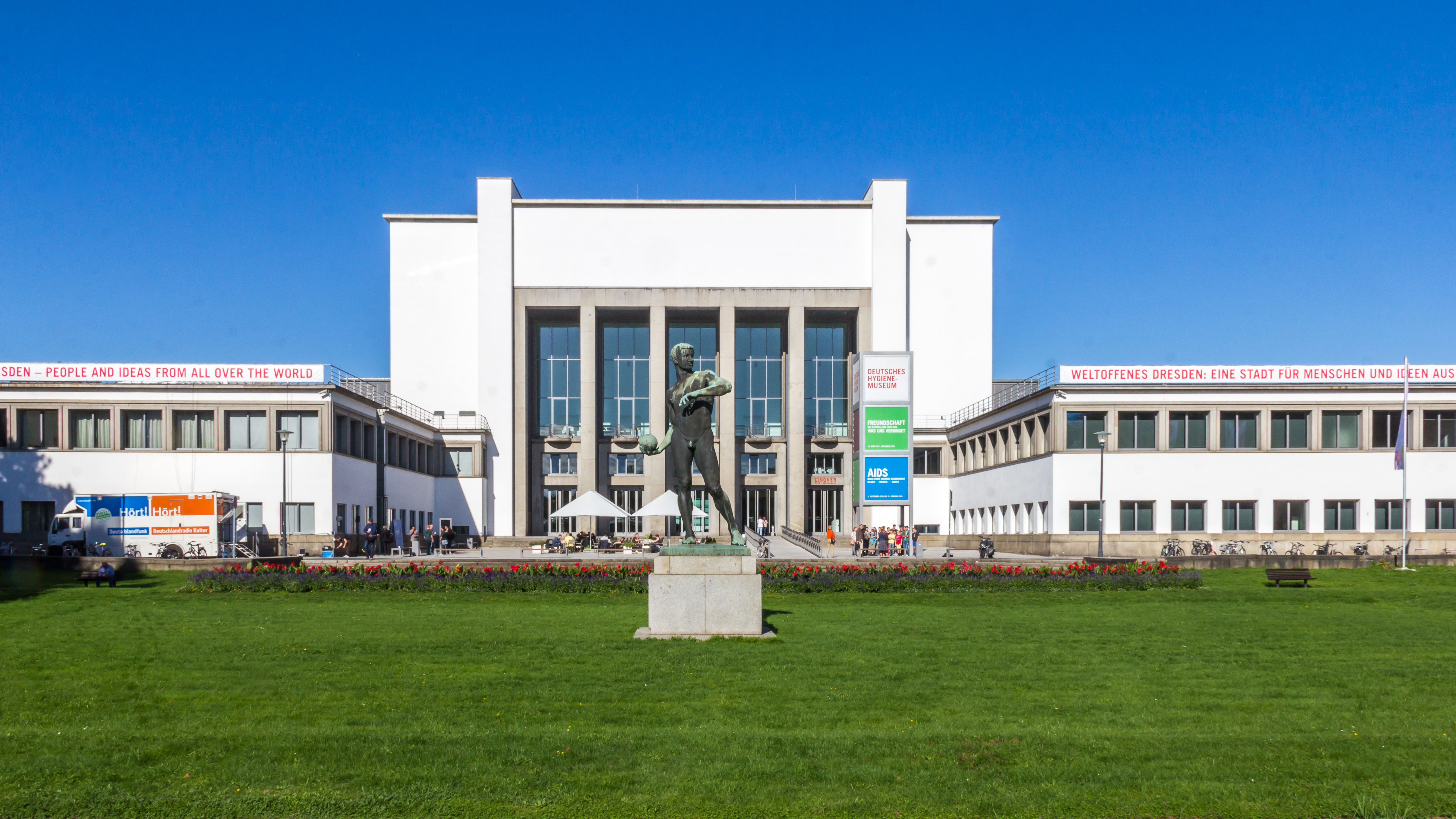
Музей гигиены в Дрездене

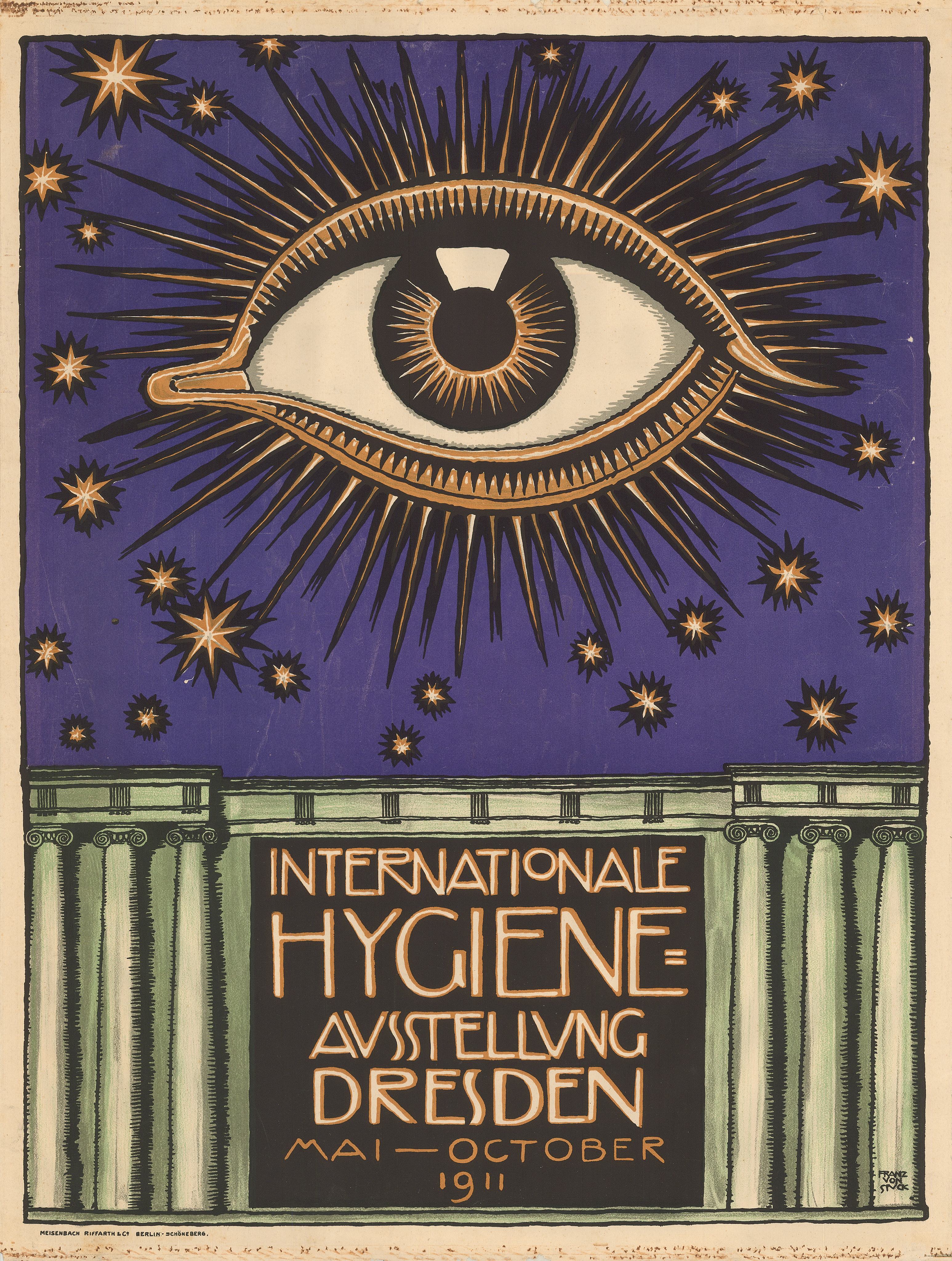
Плакат I. Международной выставки по вопросам гигиены, Дрезден, 1911, автор Франц фон Штук

Он был основан как народный учебный центр гигиены в 1912 году  после I. Международной выставки по вопросам гигиены (1911)  Карлом Августом Лингнером,  немецким предпринимателем и фабрикантом, представившим рынку первый ополаскиватель для полости рта Odol. В это время следовало улучшить состояние здоровья бедного населения путём открытия новых школ и больниц.
Существенный вклад в коллекцию музея сделал анатом Вернер Шпальтегольц.
В музее можно было получить знания об анатомии человека, о здоровом питании, личной гигиене и сохранении здоровья.
В 1930 году состоялась II. Международная выставка, посвященная вопросам гигиены. Музей переехал в новое здание, специально спроектированное для него известным архитектором Вильгельмом Крайсом. Самым большим аттракционом музея стал так называемый «стеклянный человек», которого можно увидеть и сегодня.
Начиная с 1933 года в музее создаётся экспозиция, посвящённая сохранению чистоты арийской расы и расовой гигиены в духе господствовавшей в стране национал-социалистской идеологии.
В феврале 1945 года в результате бомбардировок значительная часть коллекции погибла, здание было сильно повреждено.
Во времена построения социализма в Восточной Германии музей гигиены выполнял задачи санитарного и гигиенического просвещения населения, начиная с детского возраста. Талисманом и символом музея для маленьких граждан ГДР стал Кунди — человечек с большой подзорной трубой, с помощью которой он наблюдал за малышами и делал им замечания, если дети ленились умываться. Кунди был весьма популярной сказочной фигуркой в ГДР. Пришедшее в 1990 году в музей новое руководство объявило маленького человечка «фигурой из штази», после чего Кунди из тематики музея исчез. Как показали дальнейшие события, это шельмование Кунди оказалось серьёзной ошибкой. Музей так и не нашёл нового подхода к детской аудитории и его популярность в значительной степени снизилась.
В 2001 году музей был занесён в «Голубую книгу» — список самых важных национальных учреждений культуры Восточной Германии, содержащий около 20 «маяков культуры».